# Kazimierz Grzybowski (polityk)
Kazimierz Grzybowski (ur. 5 października 1929 w Zwoleniu, zm. 30 stycznia 2016 w Warszawie) – polski lekarz i polityk, poseł na Sejm PRL IX kadencji.

## Życiorys
W 1956 uzyskał tytuł zawodowy lekarza medycyny na Wydziale Lekarskim Akademii Medycznej w Warszawie, po czym pracował jako lekarz w Gostyninie (był m.in. kierownikiem Stacji Sanitarno-Epidemiologicznej). Od 1970 zatrudniony w Sochaczewie, doszedł do stanowiska dyrektora ZOZ. Wykonywał mandat radnego Wojewódzkiej Rady Narodowej w Skierniewicach.
W latach 1985–1989 pełnił mandat posła na Sejm PRL IX kadencji w okręgu Skierniewice jako kandydat bezpartyjny. Zasiadał w Komisji Polityki Społecznej, Zdrowia i Kultury Fizycznej.
Był członkiem Polskiego Towarzystwa Lekarskiego i Patriotycznego Ruchu Odrodzenia Narodowego. Odznaczony Krzyżem Kawalerskim Orderu Odrodzenia Polski (1985).